# Offshore-Windpark Rentel
Rentel ist ein Offshore-Windpark in der belgischen Ausschließlichen Wirtschaftszone in der südlichen Nordsee. Der Windpark besteht aus 42 Windkraftanlagen, die zusammen eine installierte Leistung von 309 Megawatt haben. Anfang 2019 wurde der Windpark in Betrieb genommen. Das Investitionsvolumen beläuft sich auf 1,1 Mrd. Euro. Etwa 285.000 Haushalte können rechnerisch mit Strom versorgt werden.

## Lage
Der Windpark befindet sich etwa 34 Kilometer vor der Küste von Zeebrugge und 40 Kilometer vor Ostende.

## Geschichte und Bau
Im April 2016 haben Rentel NV und Siemens Wind Power den Liefer- und Montagevertrag sowie einen 17-jährigen Wartungsvertrag geschlossen. Im Oktober 2016 wurde die finale Investitionsentscheidung vom Projektentwickler Rentel NV für das Projekt getroffen. Die Installation der Monopile-Fundamente begann im Juli 2017. Der obere Aufbau der Umspannplattform, auch Topside genannt, wurde Ende Januar 2018 auf ihr Monopile-Fundament installiert.
Im Oktober 2017 waren alle Offshore-Fundamente installiert. Die erste Turbine wurde im Mai 2018 aufgesetzt. Am 3. September 2018 waren alle Turbinen montiert.
Anfang 2019 wurde der Windpark in Betrieb genommen.

## Projektentwicklung und Finanzierung
Das Projekt wurde vom Unternehmen Rentel NV entwickelt, das seinen Sitz in Ostende hat. Rentel NV ist ein Konsortium aus acht belgischen Anteilseignern wie Otary Offshore Energy, DEME Group und Elicio NV.
Zusammen mit einem Bankenkonsortium aus der Europäischen Investitionsbank sowie acht anderen Banken (AG Insurance, ASN Bank, Belfius, ING, KBC, KfW IPEX-Bank, Rabobank and Société Générale) wird das Projekt finanziert. Die Europäische Investitionsbank gewährte einen 250-Millionen-Euro-Kredit mittels des Europäischen Fonds für strategische Investitionen. Weitere 50 Mio. Euro wurden von Ducroire sowie 208 Mio. Euro vom EKF bereitgestellt.

## Technik und Betrieb
Die 42 Turbinen stammen von der getriebelosen Siemens D7-Plattform von Siemens Gamesa. Jede Turbine hat eine Nennleistung von 7,35 Megawatt. Die Windenergieanlagen haben einen Rotordurchmesser von 154 m, die Nabenhöhe beträgt 106 m. Damit weisen sie eine Gesamthöhe von 183 m auf. Der Auftrag sieht eine Wartung der Anlagen durch Siemens Gamesa über 17 Jahre vor. Die Windenergieanlagen sind auf Monopiles gründet, die Wassertiefe beträgt hier 22–36 Meter.
Die Innerparkverkabelung zur Abführung der gewonnenen elektrischen Energie besteht aus einem Seekabelsystem auf Mittelspannungsebene, das die einzelnen Windenergieanlagen mit der Umspannplattform an der Südwest-Seite des Windparks verbindet. Hier wird der Strom auf Hochspannung transformiert und dann über ein 220-Kilovolt-Seekabel von ABB zum Land geleitet. In Zeebrugge wird die Einspeisung in das nationale Stromnetz von Belgien erfolgen.
Nach Angaben der DEME Group schuf der Bau des Windparks 1400 Arbeitsplätze. Ebensoviele waren indirekt bei der Entwicklung und Konstruktion beteiligt. Zum Betrieb des Windparks sind 100 Arbeitsplätze vorgesehen. Die Betriebszentrale befindet sich im Hafen von Ostende.